# 康拉德·布洛赫

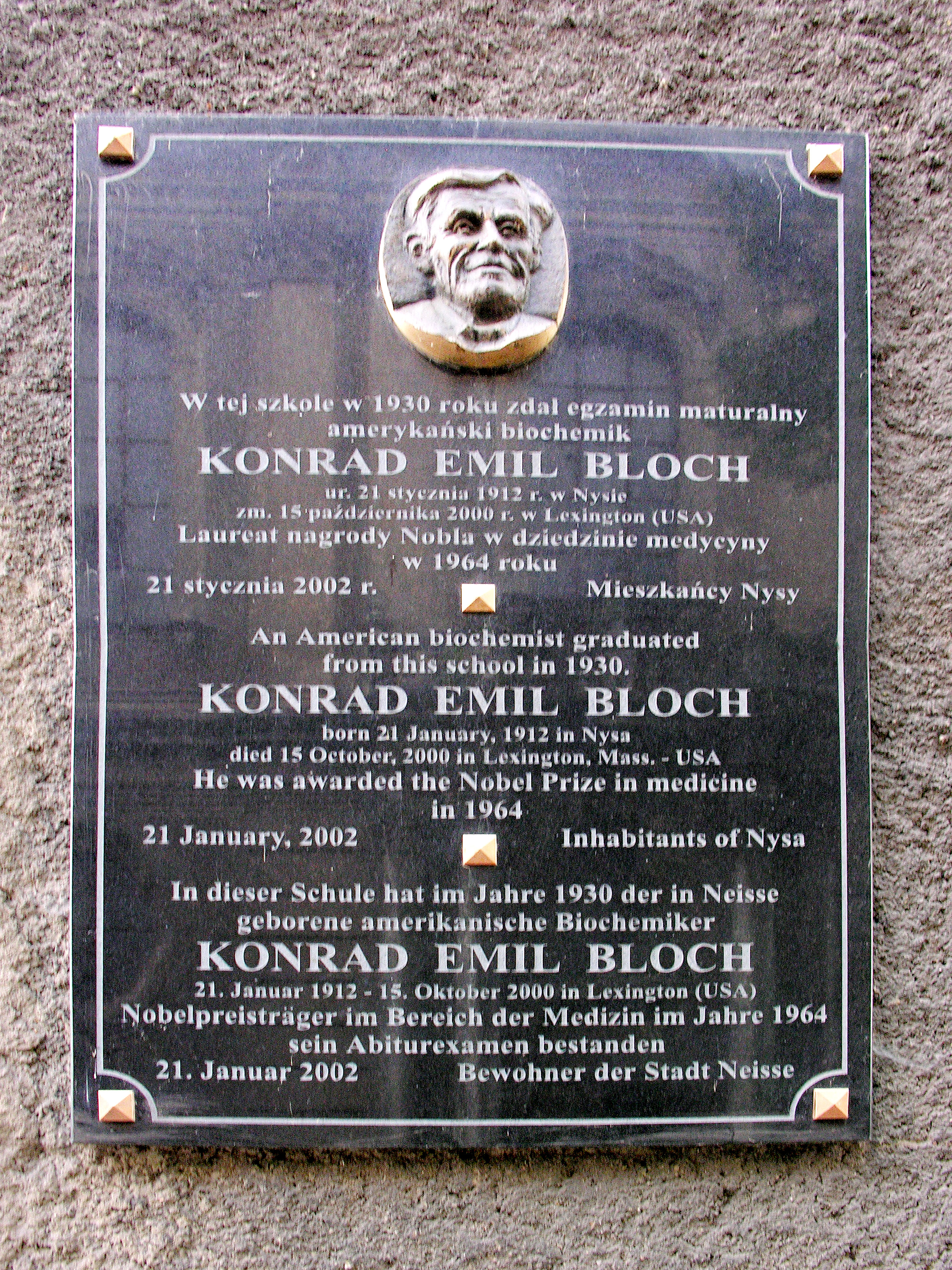
康拉德·布洛赫紀念像

康拉德·布洛赫（德語：Konrad Emil Bloch，德語發音：[ˈkɔnʁaːt ˈblɔx] ⓘ，1912年1月21日—2000年10月15日）,皇家学会院士，德裔美国生物化学家，1936年加入美国国籍。因發現膽固醇和脂肪酸代謝的機制和調節機製，布洛赫於1964年與费奥多尔·吕嫩共同獲得諾貝爾生理學或醫學獎。

## 生平
布洛赫出生於德意志帝國西里西亞尼斯，1930年至1934年間在慕尼黑工業大學就讀，由於納粹黨執政後對猶太人進行迫害，他逃往瑞士達沃斯，1936年轉往美國，進入哥倫比亞大學醫學院生物化學系。1938年獲得哥倫比亞大學哲學博士學位，並於隔年開始在該校擔任教師至1946年。之後布洛赫又在芝加哥大學和哈佛大學任教，直到1982年退休。
2000年時於美國麻薩諸塞州伯灵顿因心臟病逝世，享年88歲。